# De Dion-Bouton Type GR
Der De Dion-Bouton Type GR ist ein Pkw-Modell aus den 1910er Jahren. Er gehört zur Baureihe der V8-Modelle des französischen Herstellers De Dion-Bouton.

## Beschreibung
Die Zulassung durch die nationale Zulassungsbehörde erfolgte laut einer Quelle am 29. September 1913. Es gibt aber auch Hinweise auf 1914. Vorgänger waren der Type EP und der Type EQ.
Der V8-Motor hat 66 mm Bohrung, 130 mm Hub und 3558 cm³ Hubraum. Bei 1500 Umdrehungen in der Minute leistet er 30,5 bhp. Die Höchstleistung des Motors ist nicht bekannt. Er ist vorne im Fahrgestell montiert und treibt über ein Vierganggetriebe und eine Kardanwelle die Hinterräder an. Die Hinterachse ist eine De-Dion-Achse.
Die Basis bildet ein Pressstahlrahmen. Der Radstand beträgt 3202 mm und die Spurweite 1350 mm.
Bekannt sind Aufbauten als Tourenwagen.
Das Modell wurde bis 1915 angeboten. Bis zum Ende des Ersten Weltkriegs erschien kein Nachfolger.